# 京王多摩川站
京王多摩川站（日语：／ Keiō-tamagawa eki */?）是位於東京都調布市多摩川，屬於京王電鐵相模原線的鐵路車站。車站編號是KO35。

## 歷史
本站在開業時是調布站分岐路線的終點站，原本以多摩川砂石運輸為主要目的，但在1927年京王閣開幕後遊客漸增。自京王閣之後改建為京王閣競輪場，本站成為最靠近該競輪場的車站。車站構造仍是港灣式構造。
之後相模原線延伸至京王讀賣樂園時，本站成為中間站。由於作為新市鎮鐵道的相模原線是從此站開始建設，因此加收票價（加算運賃）從本站起算，本站與調布站之間不適用加收票價。

### 年表
- 1916年6月1日，作為京王電氣軌道的車站啟用，最初名為多摩川原站。
- 1937年5月1日，改稱京王多摩川站
- 1944年5月31日，京王與東京急行電鐵合併後，京王多摩川站作為京王線的車站運行。
- 1948年6月1日，東急與京王帝都電鐵分拆，京王多摩川站成為京王的車站。
- 1968年12月21日，車站高架化。
- 1971年4月1日，自路段延伸至京王讀賣樂園站開始，調布 - 京王讀賣樂園路段改名為相模原線。
- 2013年2月22日，以KO35作為車站編號。

## 車站構造

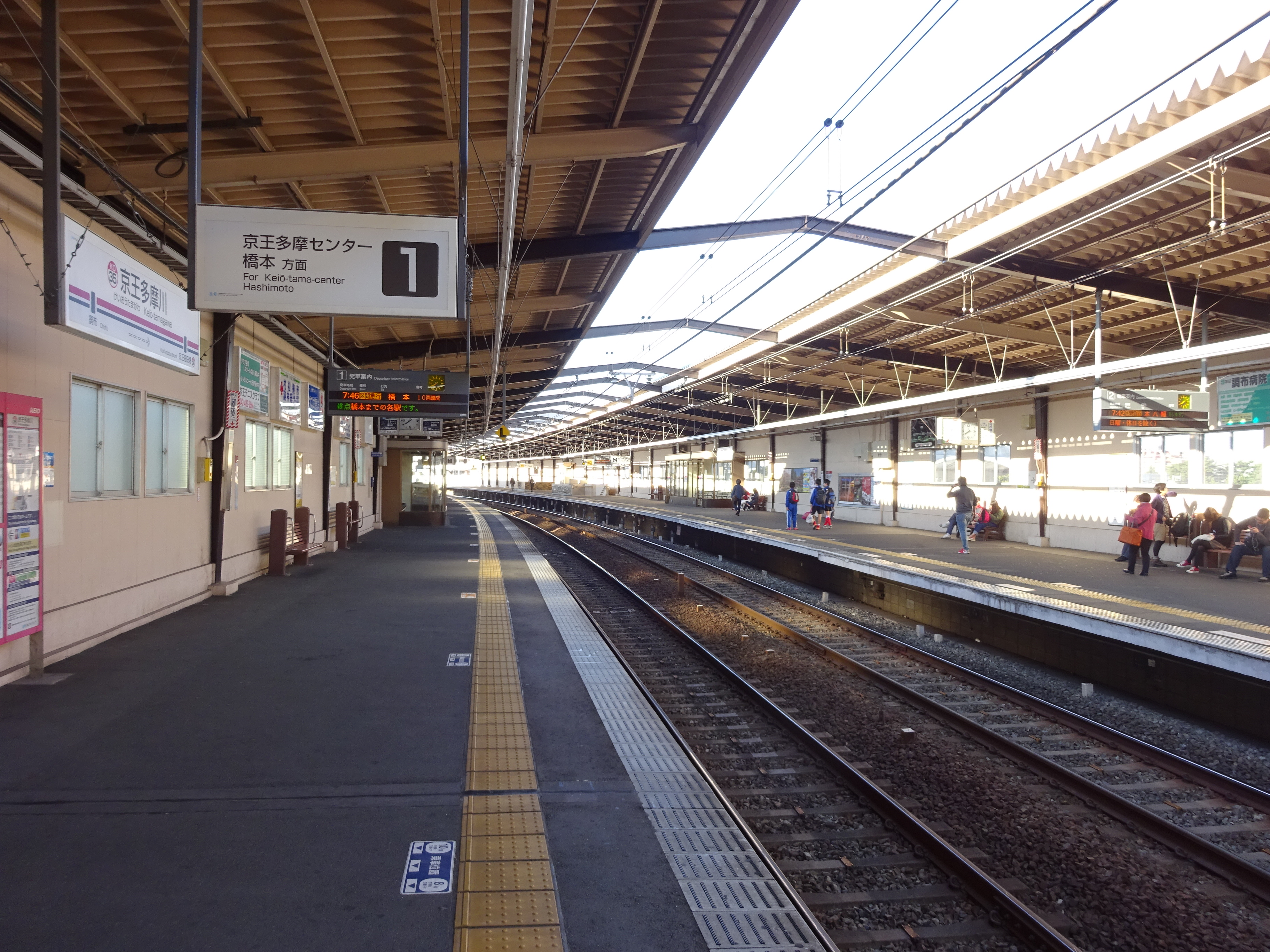
月台(2016年10月)

本站是擁有相對式月台2面2線的高架車站。驗票口一般僅於北側，但在京王閣競輪賽與調布市花火大會舉行時增設南側臨時剪票口。各月台設有電梯通往北側剪票口與候車室。商店「A LoT」位於付費區內。

### 月台配置
| 月台 | 路線     | 方向 | 目的地                               |
| ---- | -------- | ---- | ------------------------------------ |
| 1    | 相模原線 | 下行 | 京王讀賣樂園、京王多摩中心、橋本方向 |
| 2    | 相模原線 | 上行 | 調布、明大前、笹塚、新宿、新宿線方向 |

## 使用情況
2016年度1日平均上下車人次為17,594人。
上下車人次與上車人次變化如下。
| 年度               | 1日平均 上下車人次 | 1日平均 上車人次 | 來源   |
| ------------------ | ------------------ | ---------------- | ------ |
| 1955年（昭和30年） | 6,866              |                  |        |
| 1960年（昭和35年） | 9,206              |                  |        |
| 1965年（昭和40年） | 13,935             |                  |        |
| 1970年（昭和45年） | 14,690             |                  |        |
| 1971年（昭和46年） | 14,689             |                  |        |
| 1975年（昭和50年） | 15,575             |                  |        |
| 1980年（昭和55年） | 16,769             |                  |        |
| 1985年（昭和60年） | 15,369             | 8,638            |        |
| 1990年（平成02年） | 17,892             | 9,521            | [ 5 ]  |
| 1991年（平成03年） | 18,144             | 9,607            | [ 7 ]  |
| 1992年（平成04年） |                    | 9,468            | [ 8 ]  |
| 1993年（平成05年） |                    | 8,877            | [ 9 ]  |
| 1994年（平成06年） |                    | 8,600            | [ 10 ] |
| 1995年（平成07年） | 16,489             | 8,546            | [ 11 ] |
| 1996年（平成08年） |                    | 8,299            | [ 12 ] |
| 1997年（平成09年） | 16,047             | 8,295            | [ 13 ] |
| 1998年（平成10年） | 16,368             | 8,410            | [ 14 ] |
| 1999年（平成11年） | 16,214             | 8,234            | [ 15 ] |
| 2000年（平成12年） | 16,537             | 8,427            | [ 16 ] |
| 2001年（平成13年） | 16,623             | 8,450            | [ 17 ] |
| 2002年（平成14年） | 16,672             | 8,503            | [ 18 ] |
| 2003年（平成15年） | 16,328             | 8,251            | [ 19 ] |
| 2004年（平成16年） | 16,586             | 8,362            | [ 20 ] |
| 2005年（平成17年） | 16,160             | 8,283            | [ 21 ] |
| 2006年（平成18年） | 15,768             | 8,231            | [ 22 ] |
| 2007年（平成19年） | 16,363             | 8,479            | [ 23 ] |
| 2008年（平成20年） | 16,298             | 8,382            | [ 24 ] |
| 2009年（平成21年） | 16,236             | 8,341            | [ 25 ] |
| 2010年（平成22年） | 16,108             | 8,224            | [ 26 ] |
| 2011年（平成23年） | 15,887             | 8,102            | [ 27 ] |
| 2012年（平成24年） | 16,430             | 8,378            | [ 28 ] |
| 2013年（平成25年） | 16,744             |                  |        |
| 2014年（平成26年） | 16,937             |                  |        |
| 2015年（平成27年） | 17,404             |                  |        |
| 2016年（平成28年） | 17,594             |                  |        |

## 車站周邊
車站往南可抵達多摩川堤岸。東邊為櫻堤通，有長達一公里的櫻花樹。車站東側有許多以競輪場觀眾為對象的餐飲店。由於靠近商業活動興盛的調布站，車站附近缺乏大型商業設施。2000年代以後，周邊陸續興建起公寓大廈。

### 西側
- 京王閣競輪場（日语：京王閣競輪場）
- 調布市鄉土博物館
- 京王Floral Garden ANGE（日语：京王フローラルガーデンANGE）
- 醫療法人社團桐光會 調布醫院
- 京王KIDS PLATS（キッズプラッツ）多摩川
- 双葉保育園
- 下石原地域福祉中心
- 調布市立多摩川兒童館
- 調布市立富士見台小學校
- 調布市立多摩川小學校
- 京王多摩川站停車場
- 鶴川街道（日语：東京都道・神奈川県道19号町田調布線）

### 東側
- 警視廳調布警察署（日语：調布警察署）京王多摩川站前交番
- 東京都立調布南高等學校（日语：東京都立調布南高等学校）
- 調布小島郵便局
- 昭和信用金庫（日语：昭和信用金庫）多摩川支店
- 京王網球俱樂部
- 多摩川兒童公園
- 京王多摩川站東自行車停車場
- 角川大映攝影所
- 日活攝影所
  - 日活藝術學院（日语：日活芸術学院）
- 櫻堤通

### 巴士路線
「京王多摩川站」（調布市迷你巴士）
- 西路線（調43） 往地域福祉中心、飛田給站南口／往調布站北口

「京王多摩川站入口」（調市迷你巴士、京王巴士東）
- 西路線（調43） 往地域福祉中心、飛田給站南口／往調布站北口
- 調41 往多摩川住宅西／往調布站北口

## 站名由來
車站開設當時的站名為「多摩川原站」，此站是以運輸多摩川砂石為目的。現在的「京王多摩川站」則是以車站附近的「多摩川」命名，由於當時東京橫濱電鐵（現東急電鐵）東橫線多摩川園前站舊名同為「多摩川站」，因此在站名前冠上「京王」。多摩川園前站在2000年再次改名為多摩川站。

## 相鄰車站
京王電鐵
 相模原線
■特急、■準特急、■急行
通過
■區間急行、■快速、■各站停車
調布（KO18）－京王多摩川（KO35）－京王稻田堤（KO36）

## 外部連結
- 京王多摩川 - 京王電鐵

35°38′41.3″N 139°32′13.3″E / 35.644806°N 139.537028°E